# László Weiner
László Weiner (hongarès: Weiner László)  (Szombathely, 9 d'abril de 1916 - Eslovàquia i camp d'extermini, 25 de juliol de 1944) va ser un compositor, pianista i director d'orquestra hongarès que va morir a l'Holocaust.
Weiner va estudiar piano i direcció a l'Acadèmia de Música de Budapest i va ser alumne de composició de Zoltán Kodály del 1934 al 1940. Weiner es va casar el 1942 amb la cantant Vera Rózsa.
Al febrer de 1943, Weiner havia estat deportat pels nazis al camp de treballs forçats de Lukov a Eslovàquia, on va ser assassinat posteriorment. Kodály va intentar salvar Weiner i el seu company Jenő Deutsch sense resultat.
A causa dels esforços del violista Pál Lukács, diverses de les composicions de Weiner van ser publicades per "Editio Musica Budapest" als anys cinquanta i seixanta.

## Obres seleccionades
Orquestral
- Concert per a flauta, viola, piano i orquestra de corda (1941?)
- Obertura (publicada el 1995)

Música de cambra
- 1938: Trio de corda "Vonosharmas Szerenad" per a violí, viola i violoncel
- Duo per a violí i viola (1939)
- Sonata per a viola i piano (1939?)
- Dos moviments per a clarinet i piano

Vocal
- Tres cançons (publicat el 1994)

## Discografia
- Weiner: Chamber Music with Viola, "Hungaroton HCD 32607"
- In Memoriam: Hungarian Composers, Victims of the Holocaust, "Hungaroton HCD32597"